# Coutures (Tarn-et-Garonne)
Coutures é uma comuna francesa na região administrativa de Occitânia, no departamento de Tarn-et-Garonne. Estende-se por uma área de 6,9 km². Em 2010 a comuna tinha 111 habitantes (densidade: 16,1 hab./km²).